# Árvaellátás
Az árvaellátás egy biztosítási típusú, havi rendszerességű, jövedelemarányos pénzbeli ellátás, melyre az elhunyt biztosítottak gyermekei, illetve bizonyos esetekben unokái és testvérei jogosultak.Az árvaellátás hatályos magyar szabályozását a társadalombiztosítási nyugellátásról szóló 1997. évi LXXXI. törvény és a végrehajtásáról szóló 168/1997. (X. 6.) kormányrendelet tartalmazza. A társadalombiztosítási nyugdíjrendszer keretében járó hozzátartozói nyugellátások egyik fajtája.

## Jogosultság
Az árvaellátásra az a 16. életévét még be nem töltött gyermek jogosult, akinek elhunyt szülője a törvényben előírt szolgálati időt megszerezte.
A házastársak vagy élettársak egy háztartásban nevelt mostohagyermekei is jogosultak az árvaellátásra.
A testvérnek, unokának, dédunokának, ükunokának akkor jár a fenti feltételekkel árvaellátás, ha az elhunyt a saját háztartásában őt eltartotta, és a testvérnek, unokának, dédunokának, ükunokának nincs tartásra kötelezhető hozzátartozója.
A bíróság által jogerősen holtnak nyilvánított eltűnt személyek gyermekei is jogosultak az árvaellátásra.
A 16. életév betöltés után abban ez esetben folyósítható tovább az árvaellátás – legfeljebb a 25. életév betöltéséig, ha a gyermek oktatási intézmény nappali tagozatán tanul.

## Összege, folyósítása
Főszabályként az árvaellátás gyermekenként annak a nyugdíjnak a 30%-a, ami az elhunytat öregségi nyugdíjként halála időpontjában megillette, vagy megillette volna, azonban magasabb 60%-ban megállapított árvaellátás jár, ha a gyermek mindkét szülője elhunyt, vagy ha a gyermek életben lévő szülője megváltozott munkaképességű. A törvény egyben azt is előírja, hogy annak a gyermeknek, akinek mindkét szülője elhunyt, nem jár mindkét szülője után 60-60 százalékban megállapított árvaellátás, hanem csak az egyik szülője után járó 60%-os árvaellátásra jogosult, méghozzá azt az árvaellátást kell folyósítani, amelynek összege számára előnyösebb.
Az árvaellátás összege után nem kell személyi jövedelemadót fizetni.
Bírósági végrehajtás esetén az árvaellátásból — legfeljebb 50% erejéig — a jogalap nélkül felvett árvaellátást lehet levonni.

## Igénylése
Az árvaellátást az igénylő lakóhelye szerint illetékes regionális nyugdíjbiztosítási igazgatóságnál kell igényelni, illetve ha az elhunyt már nyugdíjas volt, akkor a Nyugdíjfolyósító Igazgatóságnál.
A gyermek képviseletére az igénylés során a gyermek törvényes képviselője (életben lévő szülője, gyámja) jogosult és köteles.

## Statisztika
| Év   | Árvaellátásban részesülők száma (fő) | Árvaellátásban részesülők egy főre jutó átlagos ellátása (Ft) |
| ---- | ------------------------------------ | ------------------------------------------------------------- |
| 2011 | 93 916                               | 36 262                                                        |

## Külső hivatkozások
- Nemzeti Jogszabálytár
- Központi Statisztikai Hivatal